# Anna de Waal
Anna de Waal, född 1906, död 1981, var en nederländsk politiker (katolska folkpartiet). Hon var utbildningsminister mellan 1953 och 1957. Hon var den första ministern av sitt kön i Nederländerna. 